# Temne (Sprache)

Vokale in Temne

Das Temne (auch Themne oder Timne) ist die Sprache der Temne und ist eine Atlantik-Kongo-Sprache, die in Sierra Leone von über 1,85 Millionen Muttersprachlern (Stand 2015), das heißt etwa 26,5 Prozent der Bevölkerung, gesprochen wird.
Temne wird in mehreren Distrikten des Landes als Verwaltungssprache genutzt.
Temne ist verwandt mit den in Guinea gesprochenen Baga-Sprachen.